# Germán Scarone
Germán Scarone (Lanús, Argentina, 27 de febrero de 1975) es un ex-baloncestista argentino que se nacionalizó como italiano, llegando a formar parte de la selección de baloncesto de Italia. Jugaba en la posición de base.

## Trayectoria
Scarone se formó en la cantera de Boca, migrando a Italia en 1990 para jugar con las escuadras juveniles del Libertas Pallacanestro Forlì y del Pallacanestro Treviso. Con ese último equipo hizo su debut como profesional en 1993, consagrándose campeón de la Copa de Italia de 1994. 
Luego de su experiencia en uno de los clubes más dominantes del baloncesto profesional italiano, Scarone continuó su carrera jugando durante cinco años en la segunda categoría local, vistiendo el uniforme del Basket Cervia, del Basket Rimini (con el que consiguió el ascenso a la Serie A en 1998) y del Montecatini Sporting Club (con el que se consagró campeón del certamen en 1999). Fue también galardonado con el Premio Davide Ancilotto, otorgado por la prensa especializada al mejor jugador juvenil de Italia. 
Tras pasos por el Mens Sana Siena, Virtus Bologna y Victoria Libertas Pesaro -donde, además de actuar a nivel local, pudo jugar en torneos continentales, llegando a levantar la Copa Saporta en 2002-, fue contratado sobre el final de la temporada 2004-2005 por el Viola Reggio Calabria para que ayudase a evitar el descenso de la institución a la LegaDue. 
En la temporada siguiente regresó al Basket Rimini de la LegaDue, siendo designado capitán del equipo. Jugó allí hasta enero de 2011, siendo muy apreciado por los aficionados. Incluso Scarone se convirtió en accionista del club. Sin embargo, a causa de una disputa con los dirigentes de la institución, se desvinculó del Rimini para unirse a la Unione Cestistica Piacentina, equipo que competía en el campeonato italiano de la tercera categoría. Tras ascender a la LegaDue, jugó un semestre más con Piacentina, retornando luego al Montecatini Sporting Club, que en esa época se encontraba en lo que sería la cuarta categoría del baloncesto italiano. 
En enero de 2014 se produjo su retorno al Basket Rimini -que también estaba jugando en la cuarta categoría-, pero su actuación no sirvió para que el equipo ascendiera. Jugó luego dos temporadas para el Pallacanestro Monsummano, retirándose del baloncesto competitivo en el verano de 2016 para pasar a desempeñarse como entrenador personal en Rimini. Empero en febrero de 2017 acordó retornar a las canchas como jugador del Bellaria Basket, equipo de la Serie D. Lo que era en principio un contrato sólo por un semestre, terminó extendiéndose por un año más, por lo que Scarone acabó dejando el baloncesto competitivo finalmente en los primeros meses de 2018.

## Selección nacional
Scarone fue miembro de los seleccionados juveniles de baloncesto de Italia, siendo parte del plantel que terminó segundo en el Campeonato Europeo de Baloncesto Masculino Sub-18 de 1992. Con la selección absoluta, por su parte, llegó a actuar en 39 partidos oficiales entre 1997 y 2000, incluyendo los del torneo de baloncesto masculino de los Juegos Olímpicos de Sídney 2000.